# BIG BANG!
『BIG BANG!』（ビッグ・バン）は、日本のヴィジュアル系ロックバンド・BREAKERZが2008年11月26日にZAIN RECORDSから発売した3枚目のオリジナルアルバムである。

## 内容
前作『アオノミライ』から約7か月ぶり、オリジナルアルバムとしては前作『CRASH & BUILD』から約1年ぶりの作品。
ジャケットの異なる初回限定盤Aと初回限定盤B、初回限定盤C、通常盤の4形態で発売された。初回限定盤Aには特典としてSHIBUYA AXで開催されたワンマンライブ『BREAKERZ SPECIAL SUMMER PARTY』のライブ映像を収録したDVDが、初回限定盤Bには特典として『BREAKERZ MUSIC CLIP 2007-2008』と題し前年から同年にかけて制作された楽曲のビデオクリップを収録したDVDが、初回限定盤Cには特典として全80ページからなるフォトブックが同梱された。また、全形態共通で初回生産分には全11種類からなるトレーディングカード1枚がランダムで同梱され、全形態購入者に応募特典として直筆年賀状がプレゼントされた。

## 収録曲
| 全編曲: BREAKERZ。 |                                        |         |         |                      |
| #                  | タイトル                               | 作詞    | 作曲    | ストリングスアレンジ |
| 1.                 | 「BIG BANG!」                          | DAIGO   | DAIGO   |                      |
| 2.                 | 「SUMMER PARTY」                       | DAIGO   | DAIGO   |                      |
| 3.                 | 「世界は踊る」                         | AKIHIDE | AKIHIDE | AKIHIDE、池田大介    |
| 4.                 | 「GUILTY」                             | DAIGO   | DAIGO   |                      |
| 5.                 | 「灼熱」                               | DAIGO   | SHINPEI |                      |
| 6.                 | 「ここから出して」                     | DAIGO   | DAIGO   |                      |
| 7.                 | 「ROSE」                               | DAIGO   | DAIGO   |                      |
| 8.                 | 「LAST EMOTION」                       | DAIGO   | AKIHIDE |                      |
| 9.                 | 「BUZZER BEATER」                      | DAIGO   | SHINPEI |                      |
| 10.                | 「Angelic Smile 〜BIG BANG! MIX〜」    | DAIGO   | DAIGO   |                      |
| 11.                | 「逢いたくて」                         | AKIHIDE | AKIHIDE |                      |
| 12.                | 「センチメンタルスクラップ」           | AKIHIDE | AKIHIDE |                      |
| 13.                | 「WINTER PARTY 〜BIG BANG! Version〜」 | DAIGO   | DAIGO   |                      |

### 解説
1. BIG BANG!
今作の表題曲。
2. SUMMER PARTY
両A面からなる、1stシングルの表題1曲目。
3. 世界は踊る
両A面からなる、2ndシングルの表題1曲目。
4. GUILTY
5. 灼熱
両A面からなる、2ndシングルの表題2曲目。
6. ここから出して
7. ROSE
8. LAST EMOTION
両A面からなる、1stシングルの表題2曲目。
9. BUZZER BEATER
10. Angelic Smile 〜BIG BANG! MIX〜
両A面からなる、3rdシングルの表題1曲目のアルバムミキシングバージョン。
11. 逢いたくて
12. センチメンタルスクラップ
13. WINTER PARTY 〜BIG BANG! Version〜
両A面からなる、3rdシングルの表題2曲目のアルバムバージョン。

## 参加ミュージシャン
BREAKERZ
- DAIGO：Vocal & Chorus
- AKIHIDE：Guitar & Chorus、Synth Programming
- SHINPEI：Guitar & Chorus、Synth Programming

Support Musician
- 永井利光：Drums (#1,5,7,10,11,13)
- 黒瀬蛙一：Drums (#2,3,6,8)
- 土橋誠：Drums (#9,12)
- 満園英二：Drums (#4)
- IKUO：Electric Bass (#1,5,7,9,10,12,13)
- 満園庄太郎：Electric Bass (#2〜4,6,8)
- TOKIE：Upright Bass (#11)
- 林こずえ & Lime Ladies Orchestra：Strings (#3)

## タイアップ
- TBS系列バラエティ番組『あらびき団』2008年6月,7月度エンディングテーマ (#2)
- 日本テレビ系列音楽番組『音楽戦士 MUSIC FIGHTER』2008年9月度エンディングテーマ (#3)
- 東宝東和配給映画『ウォンテッド』日本語吹替版エンディングテーマ (#5)
- テレビ東京系列音楽番組『PVTV』2008年9月度オープニングテーマ (#5)
- 全国独立放送協議会音楽番組『MU-GEN』2008年9月度オープニングテーマ (#5)
- テレビ東京系列音楽番組『JAPAN COUNTDOWN』2008年7月度エンディングテーマ (#8)
- J SPORTS『第39回全国高等学校バスケットボール選抜優勝大会』エンディングテーマ (#9)
- 日本テレビ系列情報番組『スッキリ!!』2008年11月度エンディングテーマ (#10)
- 全国独立放送協議会音楽番組『MU-GEN』2008年11月度オープニングテーマ (#10)
- TBS系列スポーツ中継番組『ヤマザキ新春スポーツスペシャル・ニューイヤー駅伝「第53回全日本実業団駅伝」』2009年度テーマソング (#12)